# William David Willson
Pour les articles homonymes, voir William Willson et Willson.
William David Willson (27 avril 1865-4 mars 1932) est un homme politique canadien de la Colombie-Britannique. Il est député provincial libéral de Rossland de 1916 à 1920.

## Biographie
Né à Milton dans le Canada-Ouest (maintenant en Ontario), Willson est maire de la ville de Rossland de 1914 à 1916.
Willson meurt à Rossland en mars 1932 à l'âge de 66 ans.